# Alexeï Bogolioubov
Pour les articles homonymes, voir Bogolioubov.
Alexeï Petrovitch Bogolioubov (en russe : Алексей Петрович Боголюбов), né le 16 mars 1824 (28 mars dans le calendrier grégorien) dans le village de Poméranie (gouvernement de Novgorod) et mort le 7 novembre 1896 à Paris, est un peintre de marines russe. Son grand-père maternel était Alexandre Radichtchev.

## Biographie
Bogolioubov est éduqué à l'école des cadets de la Marine de Saint-Pétersbourg, puis il sert en tant qu'aide-de-camp de l'amiral Dourassov (ru) (1779-1848). Il commence à dessiner dès son jeune âge en tant que cadet. Il fait partie des officiers de marine qui accompagnent sur le Kamtchatka le duc Maximilien de Leuchtenberg vers Madère en 1849. Ce dernier lui conseille de se consacrer entièrement à son art. Il entre donc à l'Académie impériale des beaux-arts en 1850 et profite des leçons de Maxime Vorobiov et de Bogdan Willewalde et est influencé par le maître de la peinture russe de marine Ivan Aïvazovski. On remarque ses deux toiles le Port de Cronstadt et Inondation au port de Cronstadt en 1824. Il reçoit une seconde médaille d'or en 1852 pour Vue du monastère de Smolny d'Okhta, Combat naval du Mercure contre deux vaisseaux turcs (pendant la Guerre russo-turque de 1828-1829) et Départ de S.A.I. le duc de Leuchtenberg de Lisbonne.
Bogolioubov sort de l'Académie impériale en 1853 avec une première médaille d'or et est titularisé comme peintre de la marine, tandis qu'il se retire du service d'active. Il voyage pendant sept ans à travers l'Europe. Il fait connaissance en France des peintres de l'école de Barbizon et se lie d'amitié avec Camille Corot et Charles-François Daubigny. Il rencontre Alexandre Ivanov à Rome qui lui conseille de mettre l'accent sur le dessin et à Düsseldorf, il suit les leçons d'Andreas Achenbach. Il est en 1856 à Constantinople, puis sur le Danube et à Sinope, où il se consacre à des études de tableaux commandés par l'empereur Nicolas Ier de Russie.
Durant l'été 1857, avec ses amis Mikhaïl Klodt, Lev Lagorio, Alexeï Tchernychev (ru), tous boursiers de l'Académie des beaux-arts de Saint-Pétersbourg, il visite la Normandie, Étretat, Veules-les-Roses, la Bretagne, Douarnenez. Ce sont les premiers peintres russes à découvrir ces régions de France.
À son retour en Russie en 1860, Bogolioubov est nommé académicien et professeur. Il organise une exposition personnelle de ses œuvres, dont le profit de la vente est versé aux orphelins d'artistes. Il atteint alors un plus vaste public qui accueille favorablement ses commandes impériales de marine, surtout Sinope et Kermesse à Amsterdam.
L'empereur Alexandre II lui commande des tableaux de la flotte de Pierre le Grand, puis le peintre se consacre à des épisodes de la dernière guerre russo-turque en mer Noire et sur le Danube. Il fait partie d'une expédition du golfe de Finlande pour le compte du ministère de la Marine et en dessine les ports, les petites îles et les berges. Il participe aussi à l'élaboration d'un atlas géographique de la mer Caspienne.
Bogolioubov est l'auteur de fresques à l'église russe de Paris. C'est à Paris qu'il passe les dernières années de sa vie, ne retournant que rarement dans son pays natal en raison de sa santé fragile. Il reçoit la visite de Tourgueniev, de Répine et de la colonie russe de Paris.
En novembre 1877, il est le cofondateur et président de la « Société d'entraide et de charité des artistes russes de Paris » (Общество взаимного вспомоществования и благотворительности русских), plus simplement appelée « Société des artistes russes », avec Harlamov, Tourgueniev (secrétaire), Nicolas Orloff (président d'honneur) et Horace Günzburg (administrateur, mécène), par ailleurs fondateurs de l'Organisation reconstruction travail. Les réunions se tenaient le mardi, hôtel de Günzburg, rue de Tilsitt, chez le baron Günzburg, et furent, jusqu'en 1886, très animées.
Son nom est associé à la Normandie et en particulier à la commune de Veules-les-Roses, en Seine-Maritime, où il vécut et peignit de nombreux tableaux, dont la plupart sont conservés au Musée national des Beaux-Arts A.N. Radichtchev de Saratov, en Russie. Cette collection du musée Radichtchev contient près de deux cents peintures à l'huile de Bogolioubov et huit cents dessins. Il fut, durant les vingt dernières années de sa vie, très proche d'Alexeï Harlamov.
Il meurt à son domicile, 21 boulevard des Batignolles à Paris, le 7 novembre 1896.

## Distinctions
- Commandeur de la Légion d'honneur.

## Galerie

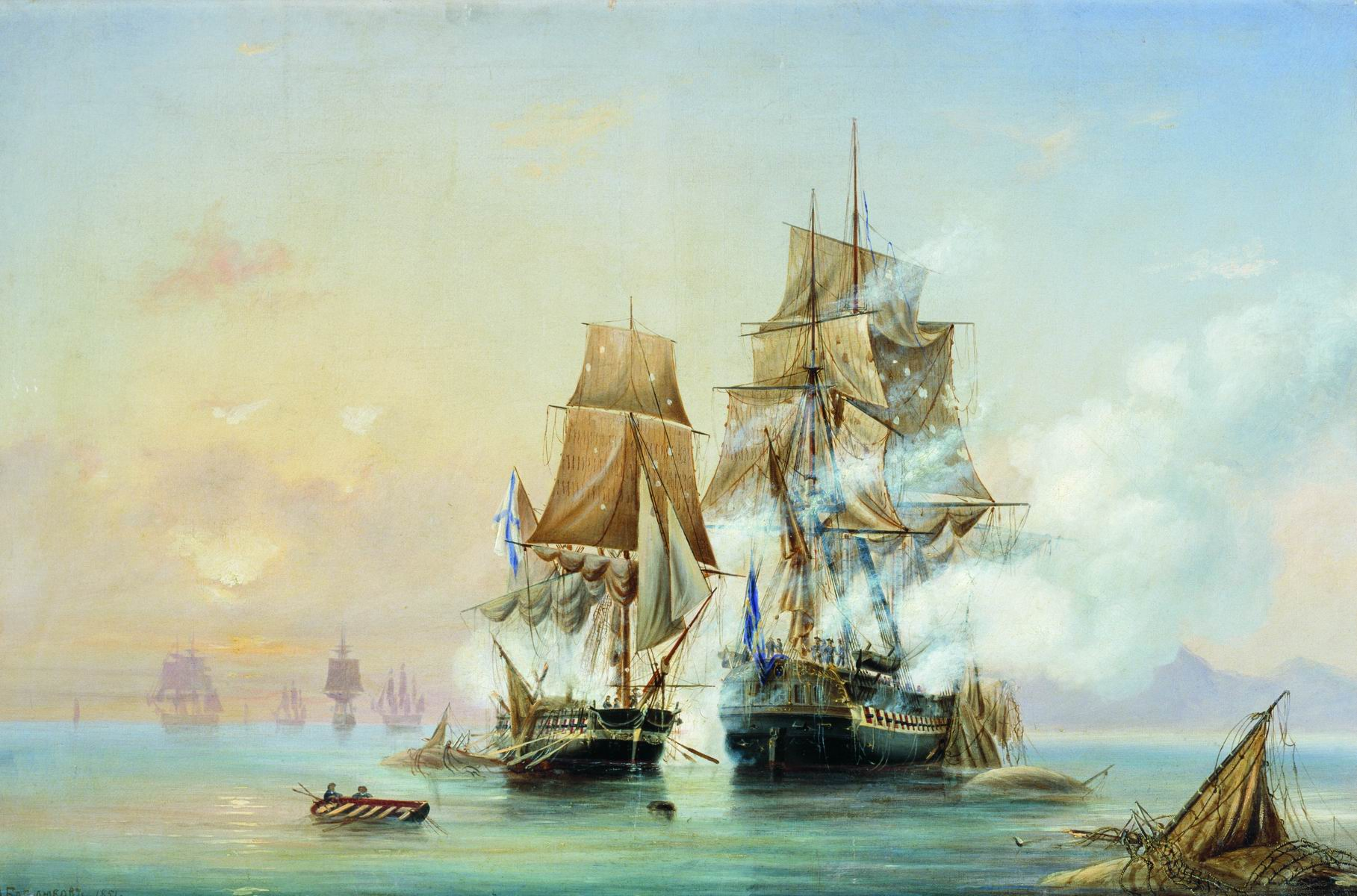
Combat du Mercure russe contre la frégate suédoise Vénus en 1789 (1845)
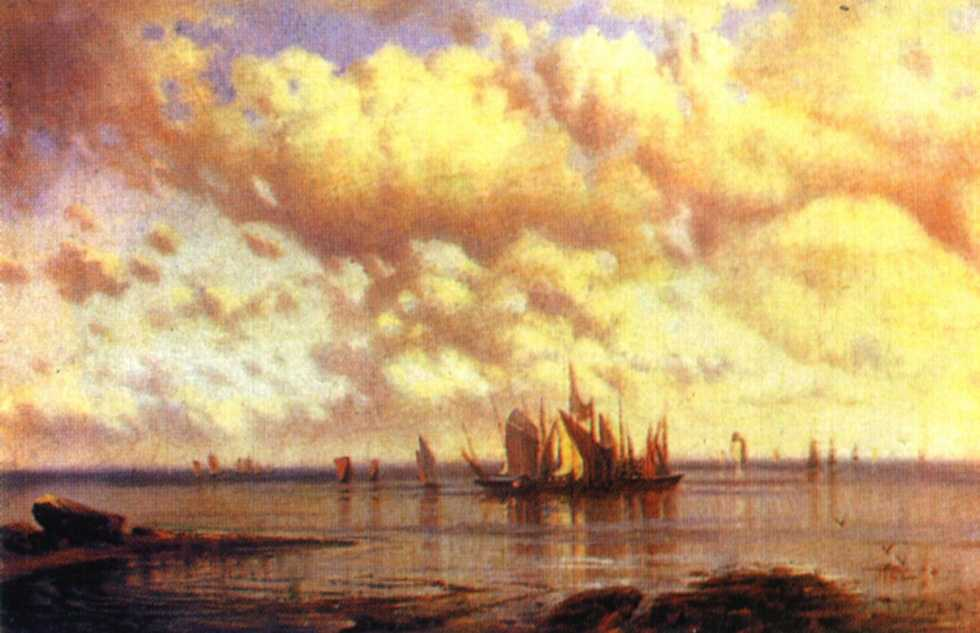
Bateaux à voile (1860)
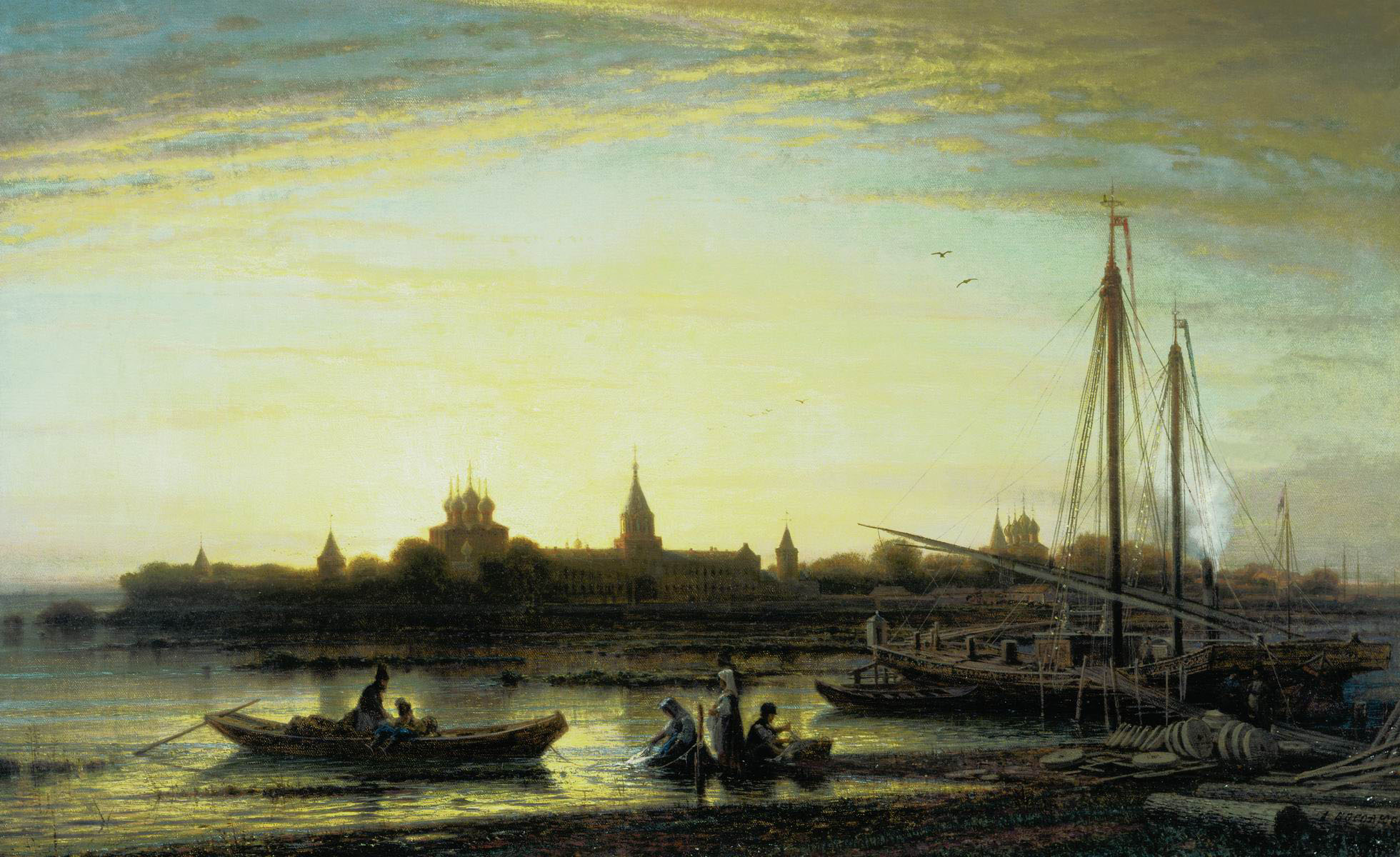
Le monastère Saint-Ipatius à Kostroma (1861)
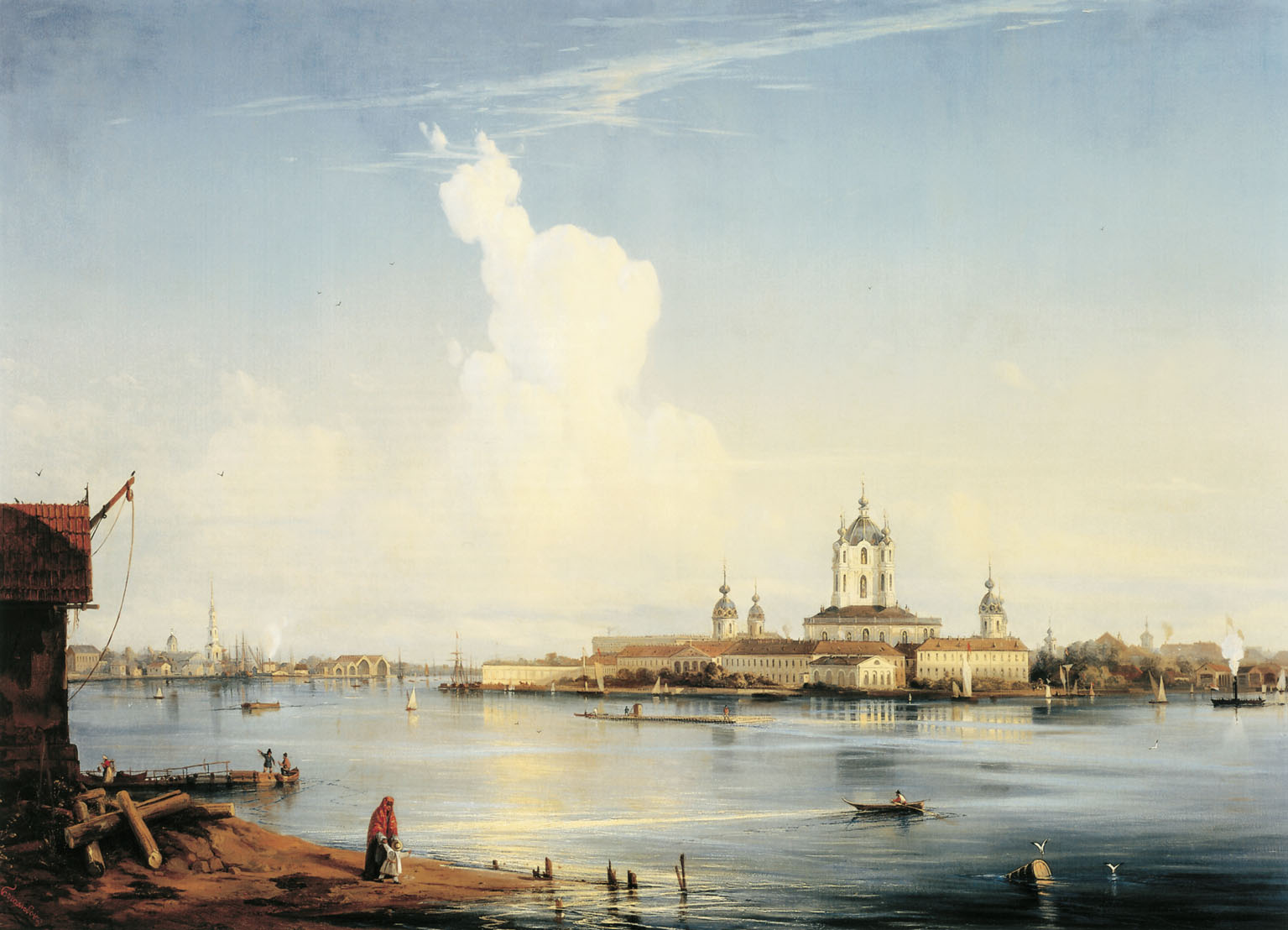
Smolny vue du côté d'Okhta à Saint-Pétersbourg
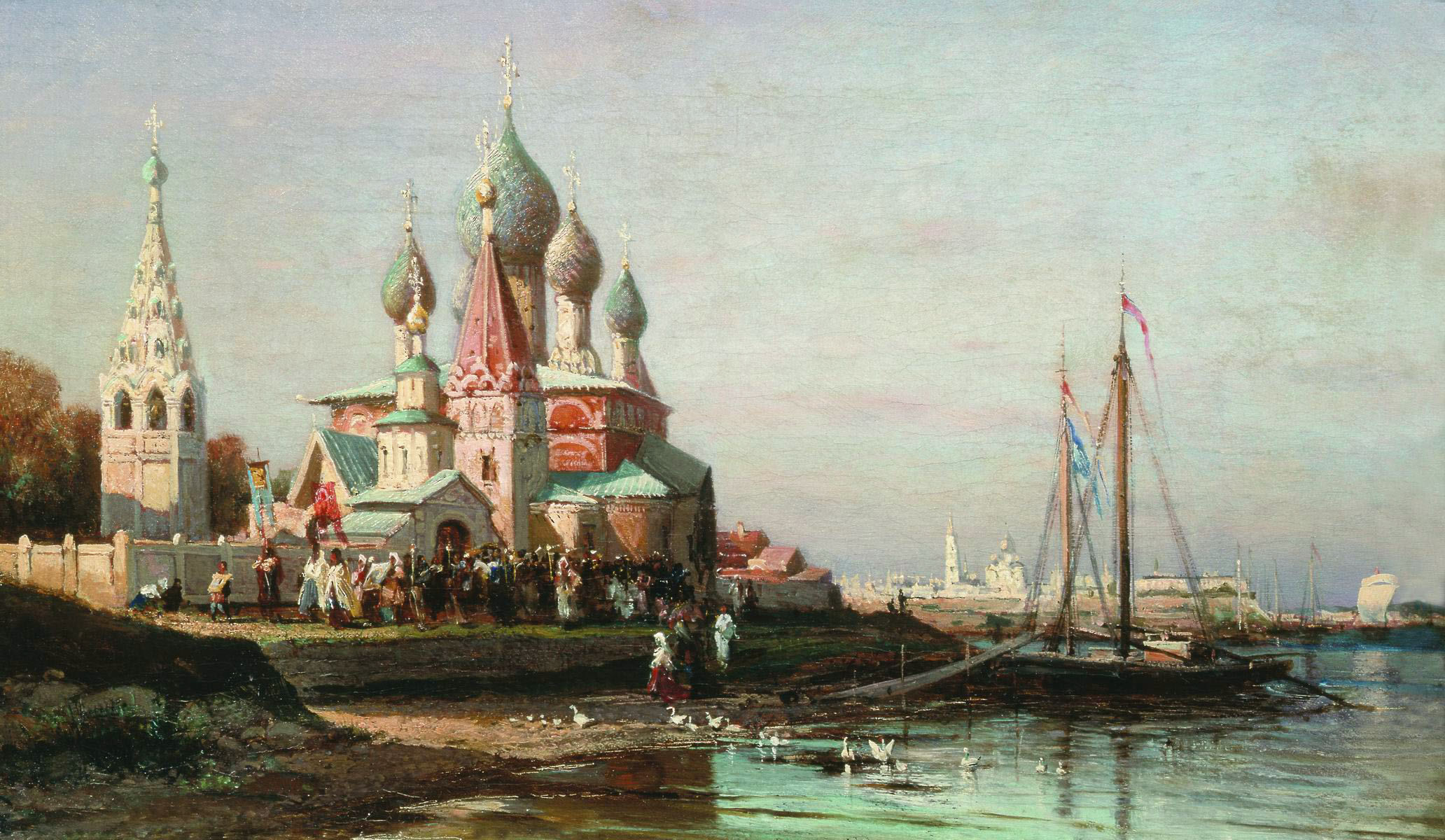
Procession à Iaroslavl (1863)
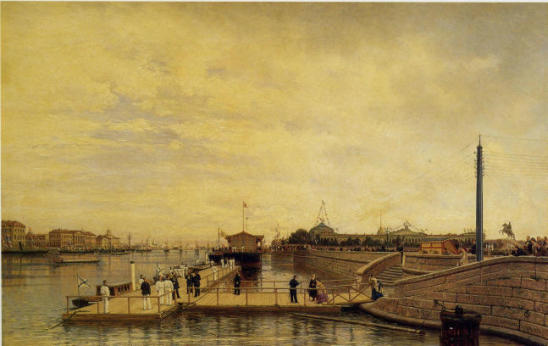
Bicentenaire de Pierre le Grand au bord de la Néva (1872)
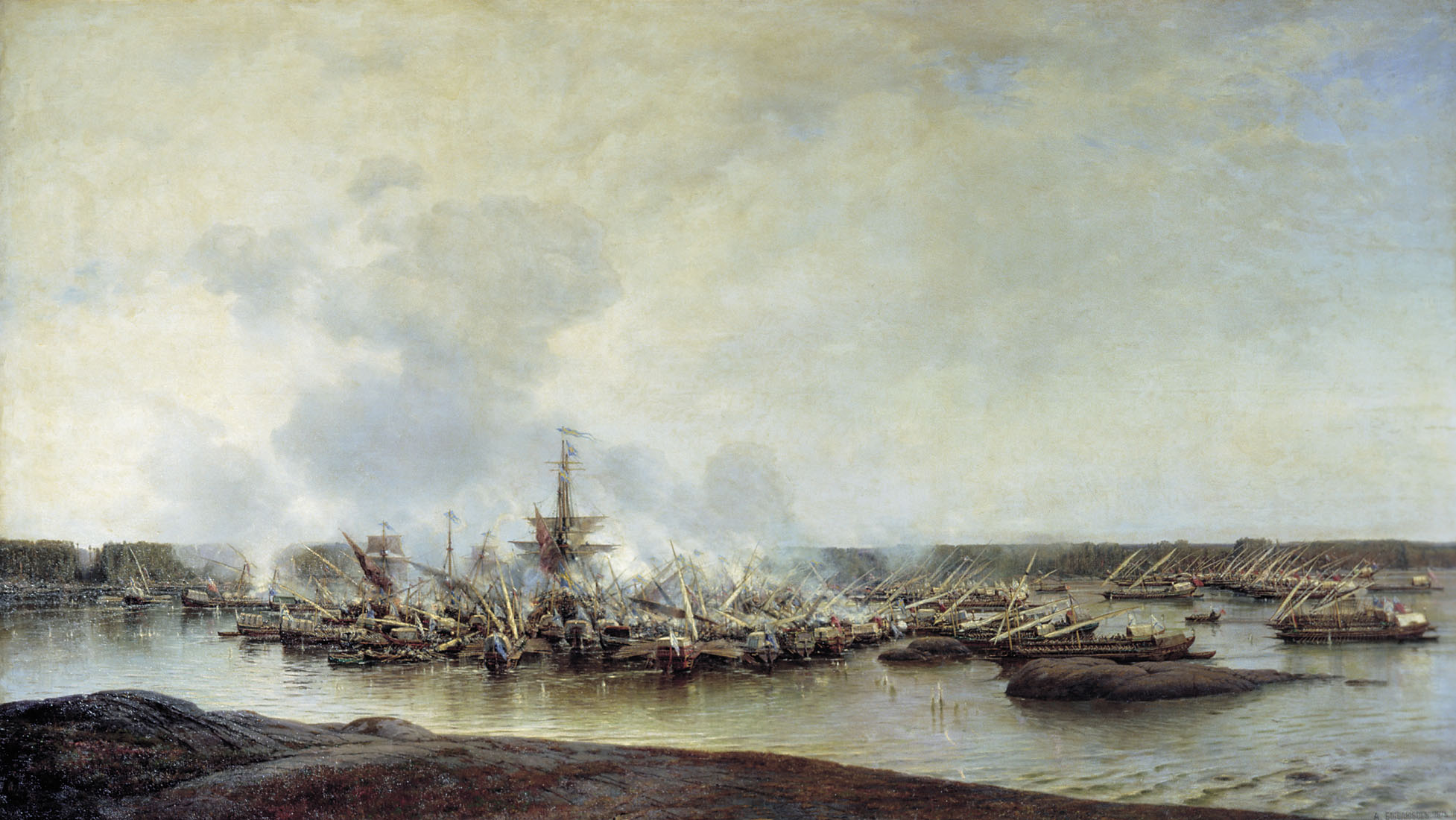
Bataille de Gangout en 1714 (1877)